# Marco Squarta
Marco Squarta (Perugia, 4 giugno 1979) è un politico italiano.

## Biografia
Laureato in giurisprudenza, esercita la professione di avvocato. Nel 2015 è stato eletto nel Consiglio regionale dell'Umbria, ottenendo il maggior numero di voti nel centrodestra con 3.808 preferenze. 
Durante la X Legislatura, ha ricoperto diversi ruoli di rilievo, tra cui capogruppo di Fratelli d'Italia e portavoce del centrodestra. Ha anche presieduto il Comitato di valutazione e controllo e ha ricoperto il ruolo di vicepresidente della Commissione per le riforme statutarie. Successivamente, è stato designato portavoce provinciale di Perugia per Fratelli d'Italia e membro della direzione nazionale del partito.
Nel 2019 è rieletto nel Consiglio regionale dell'Umbria, di cui viene successivamente nominato presidente.
Nel 2024, Squarta è stato candidato da Fratelli d'Italia per le elezioni europee, venendo eletto  con 54,292 preferenze.